# Walt Hansgen
Walt Hansgen (Westfield, New Jersey, 28 oktober 1919 - Orléans, Frankrijk, 7 april 1966) was een Formule 1-coureur uit de Verenigde Staten van Amerika. Hij reed in 1961 en 1964 2 Grands Prix voor de teams Lotus en Cooper.